# Buddismo in Africa
Il buddismo, una delle religioni maggiori del mondo, vien praticato in Africa. Pur essendovi stati casi di conversione da parte di africani, la maggior parte dei buddhisti in Africa sono di origini asiatiche, soprattutto cinesi, vietnamiti, singalesi o giapponesi emigrati.
Il Sudafrica ospita la più grande e varia popolazione buddhista dell'intero continente; secondo le stime del 2010 gli aderenti alla fede buddhista (venendo ad includere tra questi anche i praticanti del taoismo e della religione popolare cinese) sono in aumento, tra lo 0,2% e lo 0,3% della popolazione sudafricana, corrispondente a circa 100-150.000 persone.
Le nazioni e i territori africani dell'oceano indiano hanno anch'esse significative minoranze buddhiste. Le isole Mauritius hanno la più alta percentuale di buddhisti - tra l'1,5% e il 2% della popolazione totale - di tutti paesi africani, a causa dell'elevato numero di persone di origine cinese (circa 40.000, ossia il 3% degli abitanti delle Mauritius); ma il numero di effettivi praticanti buddhisti è solo circa lo 0,4%. L'isola di Madagascar è la sede di circa 20.000 buddhisti, più o meno lo 0,1% della popolazione totale. Nelle Seychelles e a Riunione i buddhisti rappresentano all'incirca tra lo 0,1% e lo 0,2% degli abitanti insulari.
In Nord Africa circa lo 0,3% (20.000 persone) dell popolazione della Libia è buddhista (per lo più lavoratori stranieri provenienti dal continente asiatico); vi sono inoltre due centri buddhisti a Casablanca, in Marocco.
Ci trovano alcuni centri o templi buddhisti nell'Africa sub-sahariana in paesi come il Botswana, Camerun, Costa d'Avorio, Ghana, Guinea, Kenya, Lesotho, Liberia, Malawi, Mali, Namibia, Nigeria, Sierra Leone, Swaziland, Tanzania, Togo, Uganda, Zambia e Zimbabwe.
Ci sono stati anche casi riguardanti alcune celebrità di alto profilo che si sono convertiti al buddismo, come ad esempio Adewale Akinnuoye-Agbaje, un famoso attore britannico di origini nigeriane.
Uno dei pochissimi monaci di origine africana è il venerabile Bhante Buddharakkhita proveniente dall'Uganda, fondatore del Centro Buddhista Ugandese.
| Nazioni/Territori                | Praticanti buddhisti (stime del 2010) | Religione popolare cinese (stime del 2010) | Somma   |
| -------------------------------- | ------------------------------------- | ------------------------------------------ | ------- |
| Africa orientale                 |                                       |                                            |         |
| Burundi                          | -                                     | -                                          | -       |
| Comore                           | -                                     | -                                          | -       |
| Gibuti                           | -                                     | -                                          | -       |
| Eritrea                          | -                                     | -                                          | -       |
| Etiopia                          | 1.327                                 | -                                          | 1.327   |
| Kenya                            | 1.276                                 | 1.945                                      | 3.221   |
| Madagascar                       | 5.178                                 | 10.357                                     | 15.535  |
| Malawi                           | imprecisato                           | -                                          | -       |
| Mauritius                        | 3.222                                 | 17.292                                     | 20.514  |
| Mayotte (Francia)                | -                                     | -                                          | -       |
| Mozambico                        | 2.035                                 | 4.341                                      | 6.376   |
| Riunione (Francia)               | 1.570                                 | -                                          | 1.570   |
| Ruanda                           | -                                     | -                                          | -       |
| Seychelles                       | imprecisato                           | imprecisato                                | -       |
| Somalia                          | -                                     | -                                          | -       |
| Sudan del Sud                    | -                                     | -                                          | -       |
| Tanzania                         | 10.157                                | 23.699                                     | 33.856  |
| Uganda                           | 2.005                                 | 4.278                                      | 6.283   |
| Zambia                           | 3.927                                 | 8.377                                      | 12.304  |
| Zimbabwe                         | 189                                   | 402                                        | 591     |
| Africa centrale                  |                                       |                                            |         |
| Angola                           | 1.632                                 | 162                                        | 1.794   |
| Camerun                          | 353                                   | 753                                        | 1.106   |
| Repubblica Centrafricana         | -                                     | -                                          | -       |
| Ciad                             | 1.684                                 | 3.593                                      | 5.277   |
| Repubblica del Congo             | -                                     | 283                                        | 283     |
| Repubblica Democratica del Congo | 3.734                                 | -                                          | -       |
| Guinea Equatoriale               | -                                     | -                                          | -       |
| Gabon                            | -                                     | -                                          | -       |
| São Tomé e Príncipe              | -                                     | -                                          | -       |
| Nordafrica                       |                                       |                                            |         |
| Algeria                          | 5.320                                 | 11.350                                     | 16.670  |
| Egitto                           | 1.687                                 | -                                          | -       |
| Libia                            | 20.209                                | 1.773                                      | 21.982  |
| Marocco                          | available                             | -                                          | -       |
| Sudan                            | 982                                   | 2.094                                      | 3.076   |
| Tunisia                          | 79                                    | 168                                        | 247     |
| Sahara occidentale               | -                                     | -                                          | -       |
| Africa meridionale               |                                       |                                            |         |
| Botswana                         | 1.120                                 | 111                                        | 1.231   |
| Lesotho                          | imprecisato                           | -                                          | -       |
| Namibia                          | imprecisato                           | -                                          | -       |
| Sudafrica                        | 159.220                               | 35.589                                     | 194.809 |
| Swaziland                        | imprecisato                           | -                                          | -       |
| Africa occidentale               |                                       |                                            |         |
| Benin                            | -                                     | -                                          | -       |
| Burkina Faso                     | imprecisato                           | -                                          | -       |
| Capo Verde                       | -                                     | -                                          | -       |
| Costa d'Avorio                   | 9.869                                 | -                                          | -       |
| Gambia                           | -                                     | -                                          | -       |
| Ghana                            | 488                                   | 707                                        | 1.195   |
| Guinea                           | 8.983                                 | -                                          | -       |
| Guinea-Bissau                    | -                                     | -                                          | -       |
| Liberia                          | imprecisato                           | -                                          | -       |
| Mali                             | imprecisato                           |                                            |         |
| Mauritania                       | -                                     | -                                          | -       |
| Niger                            | -                                     | -                                          | -       |
| Nigeria                          | 8.458                                 | 4.675                                      | 13.133  |
| Senegal                          | 1.679                                 | 398                                        | 2.057   |
| Sierra Leone                     | imprecisato                           |                                            |         |
| Togo                             | imprecisato                           | -                                          | -       |
| Africa                           | 256.383                               | 132.348                                    | 388.731 |